# Giovanni Conso
Giovanni Battista Conso (Torino, 23 marzo 1922 – Roma, 2 agosto 2015) è stato un giurista italiano, già presidente della Corte costituzionale nonché ministro di grazia e giustizia nel governo Amato I (12 febbraio - 28 aprile 1993) e del governo Ciampi (28 aprile 1993-16 aprile 1994).
È stato presidente dell'Accademia dei Lincei.

## Attività accademica e giurisdizionale
Laureatosi in giurisprudenza a Torino nel 1945, è stato allievo di Francesco Antolisei. Avvocato, professore universitario, ha insegnato procedura penale nelle facoltà di giurisprudenza delle Università di Genova, Urbino, Torino, della "Sapienza" di Roma e della LUMSA di Roma. È stato professore emerito di Procedura penale presso l'Università di Torino.
Ha contribuito a fondare, nel 1968, l'Unione Forense per la Tutela dei Diritti Umani.
Dal 1974 al 1976 è vice presidente della commissione guidata da Gian Domenico Pisapia presso il Ministero di Grazia e Giustizia che ha redatto un progetto di codice di procedura penale mai giunto all'approvazione. Una parte del contenuto di questo testo è riversato nel codice di procedura penale redatto tra il 1987 e il 1988 da una seconda commissione presieduta sempre dal Pisapia. Il nuovo codice entra in vigore nel 1989 ed è tuttora vigente, ancorché notevolmente modificato.
Membro "laico" (perché eletto dal parlamento in seduta comune) del Consiglio superiore della magistratura dal 1976 al 1981, ne è vicepresidente nel corso degli ultimi mesi del suo mandato a seguito delle dimissioni di Ugo Zilletti.
Nominato giudice costituzionale dal presidente della Repubblica Italiana Sandro Pertini il 25 gennaio 1982, giura il 3 febbraio 1982. È eletto presidente della Corte costituzionale il 18 ottobre 1990, esercitando le funzioni dal 23 ottobre 1990. Cessa dalla carica per scadenza del mandato il 3 febbraio 1991.

## Attività politica
Candidato ufficiale del PDS al quattordicesimo scrutinio della elezione del Presidente della Repubblica del 1992. È ministro di grazia e giustizia dal 12 febbraio 1993 al 9 maggio 1994, come espressione dell'area cattolica ma senza appartenere ad alcun partito politico. È nominato nel governo Amato I al posto di Claudio Martelli, dimissionario, e riconfermato nel successivo governo Ciampi.
Il primo provvedimento importante di Giovanni Conso, preso il 21 febbraio 1993 su suggerimento del ministro dell'interno Nicola Mancino, fu la revoca di un decreto del predecessore che aveva introdotto il 41-bis nelle carceri napoletane. In un'intervista rilasciata al giornalista Sandro Ruotolo nel 2018, l'allora direttore DAP Nicolò Amato parlando di questo provvedimento afferma che ha aperto una porta attraverso cui è passata la trattativa Stato-mafia.
Il 5 marzo 1993 il governo Amato vara un decreto legge che depenalizza il finanziamento illecito ai partiti e definito per questo il "colpo di spugna". Il decreto, che recepisce un testo già discusso e approvato dalla commissione affari costituzionali del Senato, contiene un controverso articolo che – depenalizzando il reato di finanziamento illecito di partito – ai sensi dell'articolo 2 del codice penale avrebbe avuto un valore retroattivo, e quindi avrebbe compreso anche gli inquisiti di Mani Pulite. Il presidente della Repubblica Oscar Luigi Scalfaro non firma il decreto e il provvedimento viene così ritirato.
Il decreto-legge in questione fu chiamato "decreto Conso" dal nome del ministro della giustizia proponente, ma in realtà tenne i contatti col Quirinale – ai fini della sua emanazione – il presidente del consiglio dei ministri dell'epoca, Amato, che durante la riunione del governo era stato per questo anche criticato dalla delegazione del PLI (per essere stato prono alle indicazioni del Quirinale, che per la prima volta s'ingeriva così pesantemente nella redazione di un testo di competenza del governo). Ecco perché Conso offrì immediatamente le dimissioni all'indomani della scelta di Scalfaro di non firmare il decreto, dettata da esigenze sopravvenute in seguito alla protesta dei magistrati della procura di Milano. Consapevoli della sua totale estraneità alla vicenda, sia Amato che Scalfaro lo scagionarono agli occhi dell'opinione pubblica, inducendolo a recedere dalle dimissioni, e anzi confermandolo nel dicastero della giustizia anche nel successivo governo di quella legislatura.

## Il ritorno all'attività culturale e scientifica
Dal 15 giugno al 17 luglio 1998 presiede la Commissione dei plenipotenziari dell'ONU che ha approvato lo statuto istitutivo della Corte penale internazionale; nel prefigurarne l'operato, ebbe ad affermare che se la Corte «diventerà un gigante, sarà un gigante discreto, più discreto di quanto non appaia, parlandone con tutto il rispetto, il Tribunale dell’Aja». In ogni caso, il diritto internazionale penale era sempre stato un suo precipuo ambito di interesse, che non abbandonerà neppure in seguito; del resto, dall'anno accademico 1995/1996 all'anno accademico 2002/2003, è stato docente di "Tutela internazionale dei diritti umani" presso la Facoltà di Giurisprudenza dell'Università di Urbino.
(La corte penale internazionale. Problemi e prospettive, Vivarium, Napoli, 2003, Conclusioni di Giovanni Conso)
Nel 1984 gli viene conferito il diploma di benemerito dell'istruzione, della cultura e dell'arte, con medaglia d'oro, e, nel 1985, il premio "Giuseppe Capograssi" per il diritto.
Dal 1989, già socio nazionale dell'Accademia delle scienze di Torino e poi di quella di Modena, è pure membro dell'Accademia dei Lincei, della quale è stato presidente dal 1º agosto 2003 al 31 luglio 2009, per due mandati consecutivi.
È inoltre stato presidente del consiglio scientifico dell'istituto Giuseppe Toniolo dell'Azione Cattolica per il diritto internazionale e la pace e membro del consiglio scientifico dell'Istituto Treccani.
Autore di una copiosa produzione giuridica e curatore o collaboratore di numerose riviste specializzate. Tra i suoi allievi figurano gli avvocati Carlo Taormina e Ivano Iai.
Ha ricoperto l'incarico di vicepresidente della Società italiana per l'organizzazione internazionale (SIOI).
Muore a Roma il 2 agosto 2015.

## Opere
- Compendio di procedura penale 2006, CEDAM, poi Wolters Kluwer con Vittorio Grevi
- Commentario breve al codice di procedura penale 2005, CEDAM
- Unità, diversità, dialogo. A venticinque anni dalla morte di Giorgio La Pira per una rinnovata lettura teologica della storia 2004, AVE
- Genesi del diritto penale 2003, Ipsoa
- Verso la corte penale internazionale permanente e statuto di Roma della corte penale internazionale 2002, Aracne
- Codice dei diritti umani. Nazioni Unite, Consiglio d'Europa 2001, CEDAM
- Codice di procedura penale e norme complementari 2001, Giuffrè
- Essays on the Rome Statute of the International Criminal Court 1999 Editrice il Sirente
- Nuovo codice di procedura penale e legislazione sui minori annotati con la giurisprudenza 1998, Edizioni Scientifiche Italiane
- Glossario della nuova procedura penale 1992, Giuffrè
- Il concetto e le specie d'invalidità. Introduzione alla teoria dei vizi degli atti processuali penali 1972, Giuffrè
- I fatti giuridici processuali penali: perfezione ed efficacia, Giuffrè 1955